# Unciola leucopis
Unciola leucopis är en kräftdjursart som först beskrevs av Henrik Nikolai Krøyer 1845.  Unciola leucopis ingår i släktet Unciola och familjen Aoridae. Inga underarter finns listade i Catalogue of Life.